# 新加坡前国家体育场
新加坡舊國家體育場位於新加坡加冷。1973年7月开始啟用，旧國家體育場於2007年6月30日正式關閉，2010年執行拆除作業，2011年拆除完畢，并将以以新加坡體育城和新的国家体育场取代。
國家體育場除了舉辦足球比賽外，該體育場還主辦了1973 年、1983年和1993年的東南亞運動會、新加坡武裝部隊慶典遊行以及兩年一度的新加坡青年節開幕典禮；此外還舉辦了許多音樂和文化活動，同時也是國慶典禮的主要場地。

## 歷史
第二次世界大戰結束後，隨著新加坡走向自治與獨立，建設國家體育場的呼聲開始出現。

### 規劃與建設
1963年6月，新加坡政府宣布計劃在加冷興建國家體育場，並成立委員會來監督項目的規劃和籌款。該體育場由兩個露天體育場、一個室內體育場和一個游泳中心組成，並且預計足夠容納東南亞運動會的規模，建設成本預計為1600萬新加坡元。
建築工程於1966年12月開始，開工儀式由當時社會事務部部長奧斯曼渥主持。基礎工程於1970年2月完成，到該年底，體育場完成了大部分的工程，計算共使用 300,000 袋水泥、3,000,000 塊磚以及 4,500 噸的鋼材和木材。體育場內建有一個聖火台，用於點燃在特殊活動和體育場開幕時燃燒的聖火。1973年6月底體育場竣工，7月19日正式向公眾開放。

### 拆除
在經歷三十年的使用後，2000年代政府計劃將體育場拆除，並在其原址建造一個新加坡體育園區。

### 閉幕
2007 年 6 月 30 日，體育場舉行了閉幕典禮。 該活動吸引了 45,000 人參加，包括總統塞拉潘·納丹、內閣成員以及新加坡的現任和前任運動員。閉幕典禮前舉行了一場足球友誼賽，比賽中包括了來自新加坡和馬來西亞的國腳，如柯金松、李大衛、Santokh Singh、蘇進安、Dollah Kassim等。
2010 年 9 月 29 日，前國家體育場開始拆除，以便為體育中心的建設騰出空间。它在 2011 年 2 月完全被拆除。

## 主要活動
| 日期                  | 演出者        | 演出名称                                       | 备注                   |
| --------------------- | ------------- | ---------------------------------------------- | ---------------------- |
| 1983年12月3日         | 大卫·鲍伊     | Serious Moonlight Tour                         |                        |
| 1993年8月29日、9月1日 | 迈克尔·杰克逊 | Dangerous世界巡回演唱会                        |                        |
| 1996年10月25日        | 迈克尔·杰克逊 | HIStory世界巡回演唱会                          |                        |
| 1999年9月25日         | 張惠妹        | 妹力99世界巡迴演唱會                           | 首位在此開唱的華人歌手 |
| 2000年3月13日         | 玛丽亚·凯莉   | 七色彩虹世界巡迴演會                           |                        |
| 2010年4月17日         | 五月天        | D.N.A創造世界巡迴演唱會（變形D.N.A無限放大版） |                        |

## 外部連結
- 國家體育場網站 （页面存档备份，存于）

| 前任： 薩巴·阿勒薩勒姆體育場 科威特城 | 亞洲盃足球賽 決賽場館 1984 | 繼任： 哈馬德·本·哈利法體育場 杜哈 |